# Репелон
Репелон (исп. Repelón) — город и муниципалитет на севере Колумбии, на территории департамента Атлантико.

## История
Поселение, из которого позднее вырос город, было основано в 1650 году выходцами из поселения Сан-Бенито-де-лас-Паломас (San Benito de las Palomas). Муниципалитет Репелон был выделен в отдельную административную единицу в 1848 году.

## Географическое положение

Муниципалитет Репелон

Город расположен в юго-западной части департамента, в пределах Прикарибской низменности, на западном берегу водохранилища Гуахиро, на расстоянии приблизительно 58 километров к юго-западу от города Барранкилья, административного центра департамента. Абсолютная высота — 17 метров над уровнем моря.
Муниципалитет Репелон граничит на севере с территорией муниципалитета Луруако, на северо-востоке и юге — с территорией муниципалитета Сабаналарга, на востоке — с муниципалитетом Манати, на юге и западе — с территорией департамента Боливар. Площадь муниципалитета составляет 330 км².

## Население
По данным Национального административного департамента статистики Колумбии, совокупная численность населения города и муниципалитета в 2015 году составляла 26 095 человек.
Динамика численности населения муниципалитета по годам:
| 2005   | 2006   | 2007   | 2008   | 2009   | 2010   | 2011   | 2012   | 2013   | 2014   | 2015   |
| ------ | ------ | ------ | ------ | ------ | ------ | ------ | ------ | ------ | ------ | ------ |
| 22 873 | 23 154 | 23 464 | 23 777 | 24 102 | 24 427 | 24 746 | 25 074 | 25 418 | 25 751 | 26 095 |

Согласно данным переписи 2005 года мужчины составляли 51,4 % от населения Репелона, женщины — соответственно 48,6 %. В расовом отношении белые и метисы составляли 61,2 % от населения города; негры, мулаты и райсальцы — 38,7 %; индейцы — 0,1 %.
Уровень грамотности среди всего населения составлял 84,9 %.

## Экономика
Основу экономики Репелона составляют сельское хозяйство и рыболовство.

70,3 % от общего числа городских и муниципальных предприятий составляют предприятия торговой сферы, 24,1 % — предприятия сферы обслуживания, 5,4 % — промышленные предприятия, 0,2 % — предприятия иных отраслей экономики.